# 波特瓦特米鎮區 (堪薩斯州科菲縣)
波特瓦特米鎮區（英語：Pottawatomie Township，或譯波特沃托米鎮區）為美國堪薩斯州科菲縣轄下的鎮區。2010年美国人口普查中該鎮區人口有205人。

## 地理
波特瓦特米鎮區涵蓋面積140.77平方（54.35平方英里），境內無城市。

### 墓園
根據美國地質調查局的資料，此鎮區擁有3座墓園：
- 格倫代爾墓園（Glendale Cemetery）
- 霍爾斯薩米特墓園（Halls Summit Cemetery）
- 普雷里維尤墓園（Prairie View Cemetery）

### 溪流
通過此鎮區的溪流有：
- 斯霍爾溪（School Creek）

## 人口統計
根據2010年美國人口普查，波特瓦特米鎮區人口有205人，住房90戶，人口密度為1.46人/每平方公里。此鎮區居民之種族中，白人佔96.59%，非裔美國人佔0.49%，美洲原住民佔0%，亞裔美國人佔0.98%，太平洋島裔美國人佔0%，其他種族佔0%，混血種族則佔1.95%。而西班牙裔或拉丁裔美國人佔此鎮區人口的2.93%。

## 外部連結
- City-Data.com （页面存档备份，存于）